# Gerhard Wiese (Jurist)

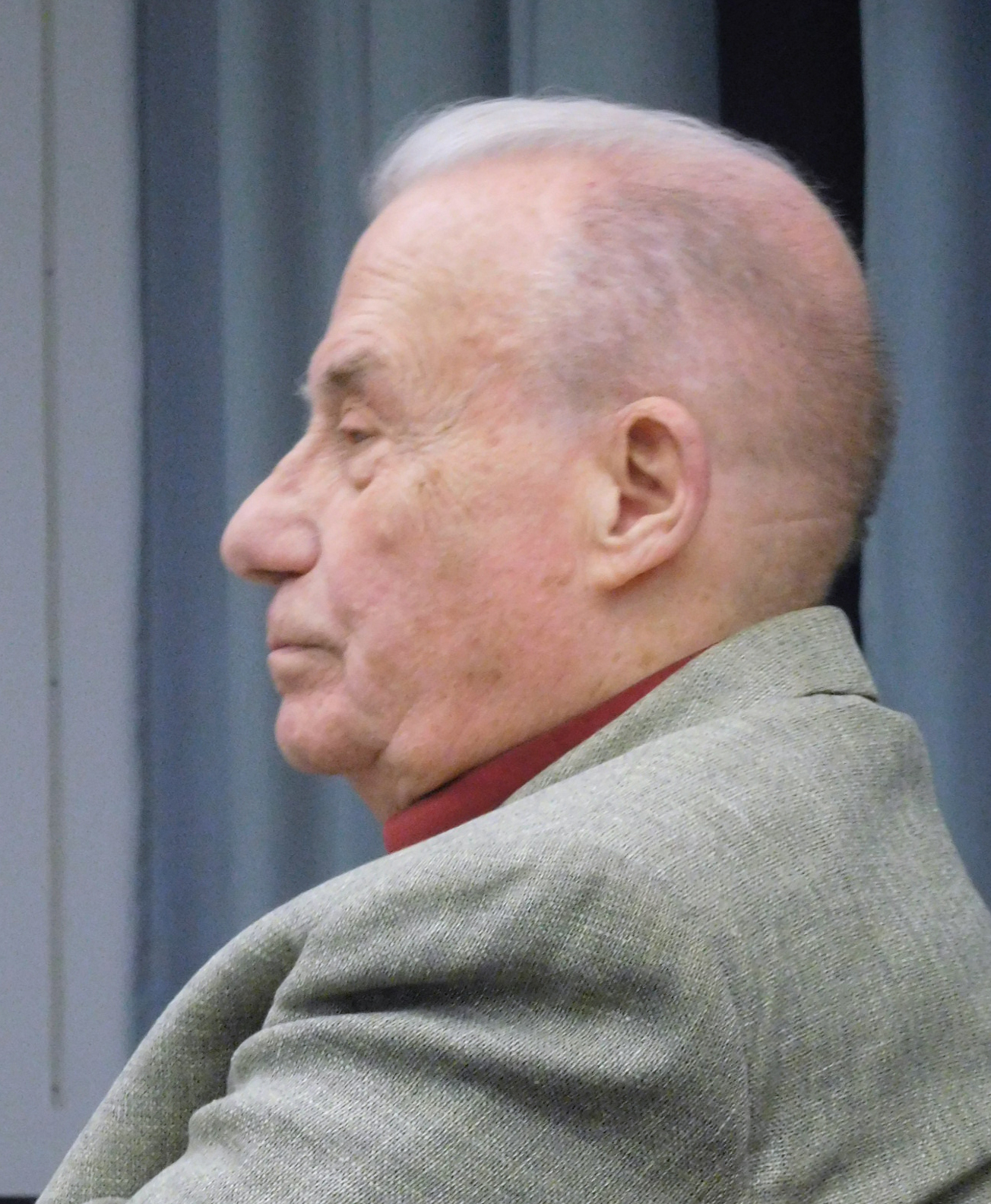
Gerhard Wiese, 2016 in der Universität Frankfurt am Main

Gerhard Wiese (* 26. August 1928 in Berlin) ist ein deutscher Jurist. Er war Ankläger beim Frankfurter Auschwitzprozess.

## Leben
Wiese wurde während des Zweiten Weltkrieges mit 15 Jahren als Flakhelfer eingezogen. Nachdem er in und um Berlin eingesetzt worden war, geriet er Anfang 1945 in sowjetische Kriegsgefangenschaft. Er wurde bereits im August 1945 entlassen. Im Anschluss daran begann er in Berlin ein Studium der Rechtswissenschaft. Sein Staatsexamen legte er in Frankfurt am Main ab. Ab dem Jahr 1960 wirkte er bei der Staatsanwaltschaft Fulda als Hilfsassessor, ab Februar 1961 war er bei der Staatsanwaltschaft Frankfurt tätig. 
Nachdem er von Fritz Bauer für diese Aufgabe ausgewählt worden war, war er ab Sommer 1962 an den Vorbereitungen zu den Frankfurter Auschwitzprozessen beteiligt. Gemeinsam mit den beiden Staatsanwälten Joachim Kügler und Georg Friedrich Vogel vertrat Wiese die Anklage, wobei die Anklageschrift gegen Wilhelm Boger und Oswald Kaduk von ihm verfasst wurde. 1965 wurden 17 Angeklagte zu lebenslangen oder langjährigen Freiheitsstrafen verurteilt. Boger und Kaduk erhielten als Exzesstäter lebenslange Haftstrafen. Drei Angeklagte wurden aus Mangel an Beweisen freigesprochen. 
Im Jahr 1966 war Gerhard Wiese in Ost-Berlin Prozessbeobachter im Verfahren gegen den Lagerarzt Horst Fischer, der schließlich zum Tode verurteilt wurde.
Ab 1971 wirkte Wiese als Oberstaatsanwalt in Frankfurt am Main. 1989 wurde er zum stellvertretenden Leiter der Staatsanwaltschaft Frankfurt am Main befördert. 1993 stellte Wiese die Fahndung nach dem NS-Haupttäter Josef Mengele ein, da durch DNA-Analysen dessen Tod sicher nachgewiesen wurde. Wiese ging 1993 in den Ruhestand.
Seither hält Wiese auf Einladung von Universitäten Vorträge zu den Auschwitzprozessen. Seine Erinnerungen an die Prozesse sind in das Drehbuch für den Spielfilm Im Labyrinth des Schweigens (2014) eingeflossen, bei dessen Deutschland-Premiere Wiese vom Publikum mit stehenden Ovationen bedacht wurde.
Am 14. November 2017 überreichte Bundesjustizminister Heiko Maas Wiese das Bundesverdienstkreuz am Bande. Damit wurden Wieses berufliches Wirken im Justizdienst als auch sein ehrenamtliches Engagement in der Erinnerungskultur gewürdigt. Am 13. September 2018 wurde er, zusammen mit dem Fritz Bauer Institut, mit dem Georg-August-Zinn-Preis der SPD Hessen ausgezeichnet. Im Juni 2023 erhielt er den Hessischen Verdienstorden. Am 3. Juli 2024 wurde ihm von der Goethe-Universität Frankfurt am Main die Ehrendoktorwürde verliehen.
Wiese lebt in Frankfurt-Dornbusch.
Gerhard Wieses Vorlass wird im Archiv des Fritz Bauer Instituts in Frankfurt am Main aufbewahrt.